# قلعه دختر کوشک
قلعه دختر کوشک مربوط به دوران‌های تاریخی پس از اسلام است و در شهرستان کهگیلویه، روستای کوشک طیبی واقع شده و این اثر در تاریخ ۹ اردیبهشت ۱۳۸۲ با شمارهٔ ثبت ۸۴۱۵ به‌عنوان یکی از آثار ملی ایران به ثبت رسیده‌است.